# Nahnu Djundulla Djundulwatan
Nahnu Djundulla Djundulwatan (Arabisch: نحن جند للہ جند الوطن ofwel "Wij zijn het leger van God en ons land") is het volkslied van Soedan sinds de onafhankelijkheid in 1956. De tekst is gemaakt door Sayed Ahmad Moehammad Salih en de muziek door Ahmad Moerjan.

## Tekst
| Arabisch origineel نحن جند الله جند الوطن إن دعا داع الفدا لم نخن نتحدى الموت عند المحن نشتري المجد بأغلى ثمن هذه الأرض لنا فليعش سوداننا علماً بين الأمم يا بني السودان هذا رمزكم يحمل العبء ويحمي أرضكم. | Transliteratie Nahnu Djundullah Djundulwatan. In Da A Da Il Fida Lam Nakhun. Natahaddal Maut Endalmihan. Nashta Ril Madjd Bi Aghlathaman. Hathihil Ard Lana! Falyaish Sudanuna, Alaman Bayn Al Umam. Ya Benissudan, Hatharamzukum; Yah Miluleb Wa Yahmi Ardakum. | Nederlandse vertaling Wij zijn de soldaten van God, de soldaten van ons vaderland Wij zullen de roep om opoffering nooit negeren De dood trotseren we bij tegenslag Glorie kopen wij tegen de hoogste prijs Dit land is van ons Ons Soedan zal leven tussen de naties O zonen van Soedan, dit is uw vlag Schouder de last, en bescherm uw land. |